# Trần Văn Hiện
 Trần Văn Hiện (sinh năm 1963) là một cựu chính khách Việt Nam. Ông từng là Chủ tịch Ủy ban Mặt trận Tổ quốc Việt Nam tỉnh Cà Mau nhiệm kỳ 2019-2024; Chủ tịch Hội đồng nhân dân tỉnh Cà Mau khóa IX, nhiệm kỳ 2016–2021.

## Lý lịch và học vấn
Trần Văn Hiện sinh ngày 19 tháng 6 năm 1963, quê quán xã Tân Trung, huyện Đầm Dơi, tỉnh Cà Mau;
Ngày vào Đảng Cộng sản Việt Nam: 29/8/1984;
Trình độ chuyên môn: Thạc sĩ Xây dựng Đảng; Ngoại ngữ: Tiếng Anh C
Lý luận chính trị: Cao cấp

## Sự nghiệp
Từ 9/1975 - 6/1983: Học sinh Trường Ninh Bình, Công Nông 2, Công Nông 1, tỉnh Minh Hải;
Từ 7/1983 - 9/1985: Cán bộ Ban Nghiên cứu Lịch sử Đảng, Ban Tuyên giáo Tỉnh ủy Minh Hải;
Từ 10/1985 - 8/1989: Học Trường Tuyên huấn Trung ương 2 tại Thành phố Hồ Chí Minh;
Từ 9/1989 - 12/1989: Cán bộ Ban Tuyên giáo Huyện ủy Ngọc Hiển;
Từ 1/1990 - 12/1996: Phó Chánh Văn phòng Huyện ủy Ngọc Hiển.
Từ 1/1997 - 12/1999: Huyện ủy viên, Chánh Văn phòng Huyện ủy Ngọc Hiển.
Từ 1/2000 - 9/2003: Ủy viên Ban Thường vụ Huyện ủy, Trưởng Ban Tuyên giáo Huyện ủy Ngọc Hiển;
Từ 10/2003 - 4/2010: Tỉnh ủy viên, Phó Trưởng Ban Tuyên giáo Tỉnh ủy Cà Mau;
Từ 5/2010 - 8/2015: Ủy viên Ban Thường vụ Tỉnh ủy, Bí thư Huyện ủy Năm Căn;
Từ 9/2015 - 10/2015: Ủy viên Ban Thường vụ Tỉnh ủy, Phó trưởng Tiểu ban Tổ chức phục vụ Đại hội Đảng bộ tỉnh lần thứ XV, nhiệm kỳ 2015-2020;
Từ 11/2015 - 6/2016: Ủy viên Ban thường vụ Tỉnh ủy, Trưởng Ban Tuyên giáo Tỉnh ủy.
Chiều ngày 29/6/2016, tại kỳ họp thứ nhất Hội đồng nhân dân tỉnh khoá IX đã bầu Trần Văn Hiện giữ chức Chủ tịch Hội đồng nhân dân tỉnh Cà Mau nhiệm kỳ 2016-2021, với tỉ lệ phiếu bầu đạt 98,11%.
Ngày 4 tháng 1 năm 2021, ông giữ chức Chủ tịch Mặt trận Tổ quốc Việt tỉnh Cà Mau nhiệm kỳ 2019-2024 thông qua hiệp thương.
Ngày 5 tháng 2 năm 2021, ông được miễn nhiệm chức Chủ tịch HĐND tỉnh Cà Mau.
Ngày 27 tháng 5 năm 2024, Ban Tổ chức Tỉnh uỷ tổ chức Hội nghị công bố quyết định của Ban Thường vụ Tỉnh uỷ Cà Mau về việc nghỉ hưu để hưởng chế độ bảo hiểm xã hội đối với ông từ ngày 1/7/2024.